# Úrvalsdeild (kvinder)
Úrvalsdeild kvenna er Islands bedste række i kvindernes fodbold. Der er ti hold i ligaen, som spiller mod hinandene to gange. Vinderen kvalificerer sig til UEFA Women's Champions League.

## Hold i 2020
| Hold       | By             | Stadion             | Kapacitet |
| ---------- | -------------- | ------------------- | --------- |
| Breiðablik | Kópavogur      | Kópavogsvöllur      | 5.501     |
| FH         | Hafnarfjörður  | Kaplakrikavöllur    | 6.738     |
| Fylkir     | Reykjavik      | Floridana Völlurinn | 1.800     |
| ÍBV        | Vestmannaeyjar | Hásteinsvöllur      | 3.034     |
| KR         | Reykjavík      | Alvogenvöllurinn    | 3.333     |
| Selfoss    | Selfoss        | Selfossvöllur       | 950       |
| Stjarnan   | Garðabær       | Samsung völlurinn   | 2.300     |
| Þróttur    | Reykjavík      | Valbjarnarvöllur    | 5,478     |
| Valur      | Reykjavík      | Valsvöllur          | 2.465     |
| Þór/KA     | Akureyri       | Þórsvöllur          | 1.550     |

Source: Scoresway Arkiveret 12. marts 2018 hos  Wayback Machine

## Mestre
Liste over alle mestre:
- 1972: FH
- 1973: Ármann
- 1974: FH
- 1975: FH
- 1976: FH
- 1977: Breiðablik
- 1978: Valur
- 1979: Breiðablik
- 1980: Breiðablik
- 1981: Breiðablik
- 1982: Breiðablik
- 1983: Breiðablik
- 1984: ÍA
- 1985: ÍA
- 1986: Valur
- 1987: ÍA
- 1988: Valur
- 1989: Valur
- 1990: Breiðablik
- 1991: Breiðablik
- 1992: Breiðablik
- 1993: KR
- 1994: Breiðablik
- 1995: Breiðablik
- 1996: Breiðablik
- 1997: KR
- 1998: KR
- 1999: KR
- 2000: Breiðablik
- 2001: Breiðablik
- 2002: KR
- 2003: KR
- 2004: Valur
- 2005: Breiðablik
- 2006: Valur
- 2007: Valur
- 2008: Valur
- 2009: Valur
- 2010: Valur
- 2011: Stjarnan[2]
- 2012: Þór/KA
- 2013: Stjarnan[3]
- 2014: Stjarnan
- 2015: Breiðablik
- 2016: Stjarnan
- 2017: Þór/KA
- 2018: Breiðablik[4]
- 2019: Valur[5]
- 2020: Breiðablik
- 2021: Valur[6]
- 2022: Valur[7]
- 2023: Valur
- 2024: Breiðablik